# Cytinus
Cytinus is een geslacht van parasitaire planten uit de familie Rafflesiaceae. De soorten komen voor in het Middellandse Zeegebied, Zuid-Afrika en op het eiland Madagaskar.

## Soorten
- Cytinus baronii Baker f.
- Cytinus capensis Marloth
- Cytinus glandulosus Jum.
- Cytinus hypocistis L. - Gele hypocist
- Cytinus malagasicus Jum. & H.Perrier
- Cytinus ruber (Fourr.) Fritsch - Roze hypocist
- Cytinus sanguineus (Thunb.) Fourc.
- Cytinus visseri Burgoyne